# Saint-Jean-de-la-Forêt
Saint-Jean-de-la-Forêt és un municipi francès situat al departament de l'Orne i a la regió de Normandia. L'any 2007 tenia 129 habitants.

## Demografia

### Població
El 2007 la població de fet de Saint-Jean-de-la-Forêt era de 129 persones. Hi havia 52 famílies de les quals 12 eren unipersonals (8 homes vivint sols i 4 dones vivint soles), 20 parelles sense fills i 20 parelles amb fills.
La població ha evolucionat segons el següent gràfic:
Habitants censats

### Habitatges
El 2007 hi havia 100 habitatges, 55 eren l'habitatge principal de la família, 40 eren segones residències i 5 estaven desocupats. Tots els 100 habitatges eren cases. Dels 55 habitatges principals, 51 estaven ocupats pels seus propietaris i 4 estaven llogats i ocupats pels llogaters; 1 tenia una cambra, 5 en tenien dues, 10 en tenien tres, 11 en tenien quatre i 28 en tenien cinc o més. 43 habitatges disposaven pel capbaix d'una plaça de pàrquing. A 33 habitatges hi havia un automòbil i a 21 n'hi havia dos o més.

### Piràmide de població
La piràmide de població per edats i sexe el 2009 era:
| Homes | Edats   | Dones |
| ----- | ------- | ----- |
| 0     | 95 o +  | 0     |
| 0     | 90 a 94 | 0     |
| 0     | 85 a 89 | 0     |
| 0     | 80 a 84 | 4     |
| 0     | 75 a 79 | 0     |
| 4     | 70 a 74 | 4     |
| 8     | 65 a 69 | 0     |
| 4     | 60 a 64 | 12    |
| 4     | 55 a 59 | 8     |
| 0     | 50 a 54 | 4     |
| 8     | 45 a 49 | 4     |
| 8     | 40 a 44 | 4     |
| 4     | 35 a 39 | 0     |
| 4     | 30 a 34 | 4     |
| 0     | 25 a 29 | 4     |
| 0     | 20 a 24 | 0     |
| 0     | 15 a 19 | 0     |
| 20    | 10 a 14 | 4     |
| 4     | 5 a 9   | 4     |
| 4     | 0 a 4   | 0     |

## Economia
El 2007 la població en edat de treballar era de 84 persones, 62 eren actives i 22 eren inactives. De les 62 persones actives 57 estaven ocupades (29 homes i 28 dones) i 5 estaven aturades (3 homes i 2 dones). De les 22 persones inactives 9 estaven jubilades, 5 estaven estudiant i 8 estaven classificades com a «altres inactius».

### Ingressos
El 2009 a Saint-Jean-de-la-Forêt hi havia 57 unitats fiscals que integraven 142 persones, la mediana anual d'ingressos fiscals per persona era de 20.733 €.

### Activitats econòmiques
Dels 6 establiments que hi havia el 2007, 1 era d'una empresa de fabricació d'altres productes industrials, 1 d'una empresa de construcció, 1 d'una empresa de comerç i reparació d'automòbils i 3 d'empreses de serveis.
Dels 2 establiments de servei als particulars que hi havia el 2009, 1 era un paleta i 1 agència immobiliària.
L'any 2000 a Saint-Jean-de-la-Forêt hi havia 7 explotacions agrícoles que ocupaven un total de 420 hectàrees.

## Poblacions més properes
El següent diagrama mostra les poblacions més properes.